# Скъпоценна актиния
Скъпоценните актинии (Corynactis viridis) са вид корали от семейство Corallimorphidae.
Таксонът е описан за пръв път от Джордж Деймс Олман през 1846 година.